# Il pianeta del terrore
Il pianeta del terrore (Galaxy of Terror) è un film del 1981 diretto da Bruce D. Clark e prodotto da Roger Corman.

## Trama
La storia si svolge su due pianeti. Il primo è un mondo simile alla Terra chiamato Serse. Su di esso si vedono due figure che giocano a uno strano gioco. Una delle due, un'anziana donna di nome Mitri, è identificato come il controllore del gioco mentre l'altro, un maschio la cui testa è oscurata da una sfera luminosa di luce rossa, è indicato come il Planet Master. I due parlano in modo criptico di cose messe in moto, e il Maestro ordina a Ilvar, uno dei suoi comandanti militari, di inviare una nave in missione di salvataggio nell'altro mondo, Morganthus, per una nave scomparsa. Senza indugio, l'astronave Quest decolla verso Morganthus. Quando si avvicina all'atmosfera del pianeta, improvvisamente perde il controllo; il capitano e l'ufficiale tecnico sono in grado di effettuare un atterraggio di emergenza controllato in superficie. Dopo essersi ripreso dall'incidente, il team della missione lascia la Quest per cercare sopravvissuti. Attraversando il paesaggio del pianeta, alla fine raggiungono l'altra nave, dove trovano prove che è avvenuto un massacro. Durante la conclusione della loro indagine sulla nave, un giovane membro della squadra nervoso diventa sempre più terrorizzato, nonostante sia rassicurato dai suoi anziani. Poco tempo dopo, mentre è solo, viene ucciso da una creatura grottesca che svanisce immediatamente, lasciando solo il suo corpo mutilato affinché la squadra di ricerca lo trovi. Di ritorno sulla nave, l'equipaggio scopre una struttura gigante che è la fonte dell'energia che li ha distrutti. Mentre il capitano e altri due rimangono sulla Quest, Ilvar e Cabren guidano il resto dell'equipaggio ad esplorare la struttura. Uno dopo l'altro, i membri della missione iniziano a provare un crescente senso di terrore e terrore allo stesso modo del membro dell'equipaggio precedentemente ucciso. Poco dopo l'inizio di queste esperienze, ognuno viene attaccato da una specie di creatura che è espressione di paure primordiali di base: tentacoli, braccia smembrate, oggetti inanimati, vermi giganti, figure oscure. Sulla ricerca, il membro dell'equipaggio Ranger vede il Capitano Trantor correre attraverso la nave come se fosse stato attaccato, e sulle telecamere di sicurezza la vede bruciare spontaneamente mentre spara con un'arma in una camera stagna. Lui e il cuoco della nave si uniscono ai sopravvissuti della missione in diminuzione nella piramide. Ranger inizia a sentire l'effetto del terrore e viene presto attaccato da un doppio. Riesce a respingere il doppio, riprende il controllo di se stesso mentre lo fa e il doppio svanisce. Trova Cabren, l'altro sopravvissuto rimasto, e glielo dice. Cabren scopre quindi che il cuoco della nave è in realtà il Planet Master visto all'inizio del film. Il Maestro costringe Cabren ad affrontare tutti i mostri che hanno attaccato gli altri; lo fa con successo e il Maestro gli dice che ha "vinto la partita". Il Maestro spiega poi che la piramide è in realtà un antico giocattolo per i bambini di una razza estinta da tempo, costruito per testare la loro capacità di controllare la paura. Irritato, Cabren uccide il precedente corpo ospite del Maestro, ma poiché il Maestro stesso non può morire, Cabren diventa il suo nuovo ospite.

## Distribuzione
- Si trovano spesso varie versioni delle VHS di cui una della Warner Home Video e United Artist e un'altra edizione è distribuita dalla Embassy Home Entertainment, è disponibile anche una versione in DVD e Blu-ray in versione Uncut Limited Edition con 2 DVD, distribuita dalla Shoutfactory e New Horizons, e stata distribuita solo in UK, USA e Germania.
- In Italia la VHS è stata distribuita dalla Warner Home Video e in DVD le due versioni, una dalla Alan Young Pictures è uscita l'11 del 2007 (data non precisa) e l'altra uscita il 4 dicembre 2012 dalla General Video.
- Il film è stato originariamente pubblicato su VHS e Laserdisc di Nelson Entertainment. Fino al 2010, Galaxy of Terror non disponeva di un DVD autorizzato per la regione 1 (Nord America). C'era un disco italiano 2 (Europa) rimasterizzato e autorizzato disponibile da Mondo Home Entertainment, pubblicato nel 2006, che ora è fuori stampa. La mancanza di dischi autorizzati per così tanti anni ha portato a numerose copie non autorizzate del film venduto online e altrove.
- Il 20 luglio 2010 Shout! Factory lo rilascia in DVD della regione 1 e per la prima volta su Blu-ray Disc. La versione contiene anche interviste cast e informazioni dietro le quinte su una varietà di aspetti.
- Il film è stato distribuito in Germania in un doppio mediabook in edizione limitata da 2 dischi Blu-ray e DVD senza interruzioni di BMV-Medien Entertainment il 19 aprile 2012. Il film è stato anche distribuito in Giappone su Blu-ray dalla distribuzione Stingray il 27 settembre 2013 e contiene la versione originale in inglese e una versione doppia giapponese sia in Mono DTS-HD Master Audio che include anche i sottotitoli in giapponese.